# Eilicrinia parvula
Eilicrinia parvula là một loài bướm đêm trong họ Geometridae.